# 星際救援
是一部2019年美國心理科幻片，由詹姆士·葛雷執導並與伊森·葛洛斯共同編劇，其主演包括布萊德·彼特、湯米·李·瓊斯、露絲·奈嘉、麗芙·泰勒及唐納·蘇德蘭。故事描述一名太空人試圖尋找多年前在任務中失蹤的父親，對方的位置及情報可能會對整個太陽系產生影響。
《星際救援》2019年8月29日在第76屆威尼斯影展上舉行全球首映，並由華特迪士尼工作室電影安排2019年9月20日在美國上映。

## 劇情
太空人羅伊‧麥布萊德（Roy McBride）通過一系列的心智檢測，確認他有能接掌太空任務的能力，羅伊在錄製檢測用分析音檔過程中，惦記著早上妻子出門時略顯不悅的神情，並維持著相當低的心律，以顯示羅伊的心智狀態超群。
美國太空司令部（SpaceCom）延攬了羅伊，請他協助聯繫並救援羅伊同為太空人的父親克里福德‧麥布萊德（Clifford McBride）率領的「利馬計畫」（Lima Project）探險船，利馬計畫探險船的任務是要在海王星建設基地，尋找太陽系外宇宙生命的蹤跡，但早在二十年前就已在海王星處失聯，由於地球一直受到宇宙突波 (Surge) 的破壞，造成嚴重的電路問題，讓無數人類陷入危險，人們相信，這一切都是利馬計畫上所裝載的反物質惹的禍。
由於地球與月球受到突波干擾無法有效通訊，羅伊前往比較有可能聯繫上父親的火星，沒想到他所接收到的美國太空司令部的情報大部分都是假的，事實上利馬計畫探險船之所以失事，是因為克里福德堅決在找到宇宙生命完成任務前，不會給予同行組員放行返程的歸途，若宇宙生命永無發掘之日，此程等同於死亡之旅，同行組員知道了克里福德的瘋狂計畫，便計畫全員叛逃，沒想到克里福德滅殺了所有同航組員，以繼續維持利馬計畫不被中斷。
美國太空司令部早就得知克里福德的瘋狂行徑，因此請羅伊來並非救援與聯繫任務，實質上是想殺掉克里福德，羅伊的聯繫行動只是為了引誘克里福德做出回應，藉以追蹤他的所在位置，好指派一支備有核彈的軍隊前去殺死克里福德。
羅伊看穿了美國太空司令部的陰謀，偷溜上裝載核彈的軍隊火箭，火箭上的組員與羅伊展開對峙，但全都一一喪生獨留羅伊存活，羅伊利用火箭前往父親身邊，果真在海王星處找到了父親，但多年過去父親仍然決定死守利馬計畫，拒絕返回地球，羅伊原預計強行帶父親一同離開，卻遭到父親用噴射裝置的反作用力硬扯入太空。
羅伊只能悲痛地看著寧死不屈的父親獨自消逝於宇宙的星海之中，心情沉澱之後，只好用攜帶來的核彈裝在利馬計畫探險船上做動力，將核彈的爆炸做推力返回地球，羅伊向美國太空司令部報告了利馬計畫探險船已成功摧毀，宇宙突波的問題也已經解決，所有利馬計畫的研究結果已被順利帶回，從利馬計劃取回的數據表明，人類是宇宙中唯一的生命。
羅伊相信這個研究結果，並帶著樂觀的情緒回到地球，決定不再像父親一樣苦尋不存在的東西，而是積極把握身邊已擁有的東西，鏡頭再次回到行前羅伊正錄製檢測分析音檔，羅伊想像著妻子將會回家，自己也將會回家，羅伊允諾無論如何都會用生命用愛一樣的擔負起身邊最親近的人，就如同他無論什麼情境都能維持超群心智狀態一樣的堅定，語畢，羅伊發送分析音檔。

## 演員
- 布萊德·彼特 飾 羅伊·麥布萊德
- 湯米·李·瓊斯 飾 克里福德·麥布萊德
- 露絲·奈嘉 飾 海倫·蘭托斯
- 麗芙·泰勒 飾 艾娃·麥布萊德
- 唐納·蘇德蘭 飾 普魯特上校（Colonel Pruitt）
- 傑米·肯尼迪 飾 彼得·貝洛（Peter Bello）
- 約翰·芬恩（英语：John Finn） 飾 史特勞德（Stroud）
- 金柏莉·艾莉絲（英语：Kimberly Elise） 飾 洛琳·迪佛（Lorraine Deavers）
- 鮑比·尼許（Bobby Nish） 飾 富蘭克林·吉田（Franklin Yoshida）
- 麗莎·蓋·漢彌頓（英语：LisaGay Hamilton） 飾 艾蜜莉亞·沃格爾副總統（Adjutent General Amelia Vogel）
- 約翰·歐提茲（英语：John Ortiz） 飾 里瓦斯將軍（General Rivas）

## 製作
導演詹姆士·葛雷在2016年的第69屆坎城影展期間首度對外表示，自己計劃在2016年5月12日起自編自導科幻片《星際救援》。
2017年4月，在宣傳《失落之城》時，葛雷將《星際救援》的故事與約瑟夫·康拉德的小說《黑暗的心》做了比較。他還提到，他希望該片的特色是「在電影上最真實的太空旅行描寫」，「太空對我們非常敵視」。葛雷也證實該片將計劃於2017年7月17日開拍。
2017年4月10日，葛雷證實布萊德·彼特將出演該片。6月，湯米·李·瓊斯加入出演彼特角色失蹤的父親。8月，露絲·奈嘉、約翰·芬恩、唐納·蘇德蘭與傑米·肯尼迪加入了演員陣容。
主要拍攝於2017年8月中旬在加利福尼亞州聖塔克拉利塔開始進行，歷時六十天。
該片的視覺效果由Moving Picture Company、Method Studios、維塔數碼、和負責，而克里斯多福·道斯（Christopher Downs）、紀堯姆·羅什龍、萊恩·蒂德普（Ryan Tudhope）、艾丹·福瑞澤（Aidan Fraser）、歐拉夫·溫特（Olaf Wendt）、安德斯·朗蘭茲、伊蘭·迪努爾（Eran Dinur）、傑米·哈利特（Jamie Hallett）及領土製片室擔任特效總監。

## 發行
《星際救援》定於2019年9月20日在美國上映；在併購案後，由華特迪士尼工作室電影替二十世紀福斯負責發行。該片原上映日為2019年1月11日，後於5月24日被改期。

### 評價
在匯總媒體網站爛番茄上，根據358條評論，該片持有84%的新鮮度，平均得分7.6／10；該網站共識：「《星際救援》透過在寬廣的大空中達到了在視覺上的驚心動魄之旅，同時也奠定了父母和孩子間關係的雄心之路。」而在Metacritic上則獲得了80分（滿分100分），代表著「普遍讚譽」。但是该片观众口碑却遭遇滑铁卢：據CinemaScore的調查，觀眾的平均評價在A+至F間仅落於「B-」。

### 票房
在美國和加拿大，《星際救援》和《藍波：最後一滴血》與《唐頓莊園》同天上映並競爭，外界預估《星際救援》在開盤首週末將取得1500萬至2000萬美元的票房。該片在上映首日就賺了720萬美元，其中包括來自週四晚間預售的150萬美元。在美國首週末，《星際救援》以1910萬美元登上當週票房亞軍，僅次於《唐頓莊園》（3100萬美元）。《星際救援》的開盤成績被拿來與另一部太空劇情片《登月先鋒》作比較，後者獲得了影評人的高度讚揚，但觀眾的反應冷淡，而其演員和預算都使成了票房不佳的原因。
| 上一届： 《小丑回魂2》 | 2019年香港一週票房冠軍 第39週 | 下一届： 《JOKER小丑》 |